# Abgefahren – Mit Vollgas in die Liebe
Abgefahren – Mit Vollgas in die Liebe ist eine deutsche Filmkomödie von Jakob Schäuffelen aus dem Jahr 2004.

## Handlung
Die junge Mia ist völlig in Autos vernarrt und schraubt in jeder freien Minute an dem alten VW Käfer ihrer Mutter herum. Ihr großer Traum ist einmal an der Rallye Paris-Dakar teilzunehmen. Um das Geld für die nötige Lizenz aufzubringen, arbeitet sie als Fahrradkurier. Bei einer Lieferung trifft sie auf den Draufgänger Cosmo und die lesbische Fahrlehrerin Sherin, die sich gerade ein illegales Autorennen liefern. Danach nimmt Sherin Mia mit in ihre Werkstatt, wo auch noch zwei andere junge Frauen warten. Sie bauen dort Rennautos für illegale Straßenrennen.
Am nächsten Abend findet wieder ein Straßenrennen statt. Sherin und Cosmo sind erbitterte Konkurrenten, wobei Cosmo immer die Nase vorn hat. Sherin nimmt Mia in ihre Clique auf. Als jedoch Sherins Auto von der Polizei beschlagnahmt wird, stehen sie ohne fahrbaren Untersatz da. In zwei Wochen findet jedoch das wichtige Airport-Race statt, bei dem es um 5.000 € Preisgeld geht. Kurzerhand nimmt Mia den VW Käfer ihrer Mutter, der nun zum Rennwagen umgebaut wird. Zwischen Cosmo und Mia entwickelt sich eine Hassliebe, die beide enorm reizt. Bei einem weiteren Rennen verspricht sie ihm bei einer Niederlage ihr Auto und eine Nacht mit ihr. Derweil versucht Sherin Mia immer wieder zu verführen, aber nur mit geringem Erfolg. Mia verliert das Rennen gegen Cosmo trotz eines Sieges, weil Sherin den Tank an Cosmos Auto manipuliert hat und erwischt wird.
Cosmo teilt Mia mit, dass er ihr den Käfer zurückgibt. Es kommt ihm nur auf die Nacht mit ihr an. Nachdem sie einen schönen Abend miteinander verbringen, händigt Cosmo Mia die Autoschlüssel aus und sie entkleidet sich. Er will jedoch nicht, dass sie nur wegen des Autos mit ihm schläft. Verwirrt sucht Mia daraufhin das Weite. Sherin und ihre Mädels zerstören aus Eifersucht ihr Auto. Mit Cosmos Hilfe richten beide es wieder her und nun verliebt sich auch Mia.
In getrennten Autos nehmen sie am Airport-Race teil, bei dem auch der VW-Offizielle Obermaier Rennfahrer für das VW Junior Racing Team für die Rally Paris-Dakar sucht. Mia muss von weit hinten starten, holt aber stetig auf. Als es zum Showdown zwischen Mia, Cosmo und Sherin kommt, rammt Sherins Wagen Cosmo, der sich daraufhin überschlägt und verletzt. Mia bricht das Rennen ab und eilt zu Cosmos Wrack. Später besucht Mia ihn im Krankenhaus und küsst ihn leidenschaftlich. Auch der VW-Offizielle taucht auf und eröffnet ihnen, dass beide an der Rally Paris-Dakar teilnehmen werden.
Am Ende des Films fahren beide im Rennauto durch die Wüste.

## Kritik
„Ernüchternder, ebenso langweiliger wie dilettantischer Versuch eines deutschen Genrefilms ums Rennfahren. Allenfalls die sorgfältige Kameraarbeit überzeugt.“

„Noch eine PS-starke Teutonenklamotte, die sich, ähnlich wie der etwas früher startende ‚Autobahnraser‘ und im Gegensatz zu diesem mit feministischem Ansatz, der zunehmend beliebter werdenden, geheimen Geschwindigkeitsmessungen auf offener Straße widmet.“